# Goodbye, My Love, Goodbye
Goodbye, My Love, Goodbye è un brano musicale scritto da Leo Leandros e da Klaus Munro  ed inciso originariamente nel 1973 da Demis Roussos, che lo incluse nell'album Forever and Ever, pubblicando anche il singolo. Il testo originale è - ad eccezione delle parole del titolo - in tedesco, ma Demis Roussos lo incise in lingua inglese   (con testo di Jack Lloyd  ).
Numerosi altri artisti hanno in seguito inciso il brano, ma quella di Roussos, che raggiunse il primo posto delle classifiche in Germania e Svizzera  e il secondo in Austria, rimane la versione più famosa e di maggiore successo.
Il brano è stato anche adattato in altre lingue (in francese con il titolo Je t'aime à en sourire e in spagnolo con il titolo Adios amor adios e in lingua ceca e slovacca).

## Testo
Il testo, come suggerisce il titolo, parla di una persona che è costretta a dire addio alla persona che ama.

## La versione originale di Demis Roussos

### Tracce
45 giri (versione 1)
1. Goodbye, My Love, Goodbye – 3:56
2. Yellow Paper – 3:04

45 giri (versione 2)
1. Goodbye, My Love, Goodbye – 3:58
2. Mara – 3:59

### Classifiche
| Classifica | Posizione massima | Nr. di settimane |
| ---------- | ----------------- | ---------------- |
| Austria    | 2                 | 32               |
| Germania   | 1                 | 39               |
| Italia     | 9                 |                  |
| Svizzera   | 1                 | 23               |

## Altre versioni
Oltre che da Demis Roussos, il brano è stato inciso anche dai seguenti artisti (in ordine alfabetico):
- Almklausi & Sissi
- G.G. Anderson (singolo del 1989)
- Andy Bono (1973)
- Paul Bryton (1973)
- Caravelli (1973)
- Kiki Cordalis
- Jürgen Drews
- Die 3 jungen Tenöre (1998)
- Roy Etzel (con il titolo Goodbye My Love)
- Die Flippers
- Rudy Giovannini
- Francis Goya / Les Helléniques
- Hans Petter Hansen (versione in lingua norvegese incisa nel 1974)
- Ricky King
- Dieter Thomas Kuhn
- Paul Kuhn (1974)
- Paul Kuhn & The S.F.B. Big Band (1975)
- Marcela Laiferová (versione in lingua slovacca intitolata Poď bielou alejou)
- Franz Lambert (1973)
- Vicky Léandros (singolo del 2002)
- Paul Mauriat e la sua orchestra (versione strumentale, 1973)
- Milan, Paul & Ela
- Nana Mouskouri (versione in francese intitolata Je t'aime à en sourire)
- Nockalm Quintett
- Franck Pourcel e la sua orchestra (versione strumentale, 1973)
- Semino Rossi (versione in spagnolo intitolata: Adios amor adios)
- Bobby Rosso
- Schatteman & Couvreur (1998)
- Klaus Sommer
- Věra Špinarová (versione in lingua ceca intitolata Hej lásko, nečekej)

### La versione di G.G. Anderson
Il cantante tedesco G.G. Anderson incise una versione del brano nel 1989, pubblicandola su 45 giri edito dall'etichetta discografica Hansa Records.

#### Tracce
CD singolo
1. Goodbye, My Love, Goodbye – 3:58
2. Stille Wasser sind tief – 3:02

### La versione di Vicky Léandros
Nel 2002, Vicky Léandros incise una versione del brano su CD singolo pubblicato dall'etichetta BMG Ariola.

#### Tracce
CD singolo
1. Goodbye, My Love, Goodbye
2. Goodbye, My Love, Goodbye